# Cravanzana
Cravanzana – miejscowość i gmina we Włoszech, w regionie Piemont, w prowincji Cuneo.
Według danych na rok 2004 gminę zamieszkiwało 400 osób, 50 os./km².